# Klaus Thrane
Klaus Christian Thrane (født 10. juli 1955 i Skagen) er en dansk trommeslager mest kendt fra Lars Lilholt Band.
Klaus Christian Thrane begyndte at spille trommer som 5-årig i 1960. Da han var 10 spillede han i kopi-bandet The Noisy Dukes. Senere i 1970'erne spillede han med i Evolution, hvor musikken var en blanding mellem Steppeulvene, Young Flowers og Canned Heat. I 1972 spillede han med i Ramasjang som var en blanding mellem Cream og Steppenwolf.
I 1973 flyttede den 18 årige Klaus Thrane til Frederikshavn, hvor han tog en hf-eksamen på Frederikshavn Gymnasium. Da han gik på Frederikshavn Gymnasium spillede han i et overgangsband med navn RAMI (overgangen var Ramasjang og Coma), hvor musikken lignede Frank Zappas. Senere var han med i COMA, hvor i blandingen var Frank Zappa, Miles Davis og King Crimson men også danske bands som Entrance og Secret Oyster.
I 1978 flyttede Klaus Thrane til Aalborg, hvor han begyndte at spille rockstil. I 1977 spillede han med i Rockmaskinen, som var en blanding mellem Elvis Presley, Ray Charles, Kinks og Rolling Stones. Rockmaskinen fik også gæstemusikere med som Allan Olsen og Jytte Pilloni.
Fra 1982-1984 spillede han børnemusik i bandet Mælkebøtten. Fra 1984-1987 spillede Klaus Thrane med andre bands som BLT (Back, Larsen & Thrane), Jan Larsen, Ache og PC5.
I 1987 spillede Klaus Thrane sammen med Kristian Lilholt (som allerede var i gang med at spille sammen med sin storebror og lillesøster i Lars Lilholt Band) i bandet DK. Det var dansk popmusik Kristian selv havde komponeret. Den 1. oktober mødte Klaus Thrane 34-årige Lars Lilholt og 18 dage senere spillede Klaus sammen med Lars Lilholt og Nils Torp i Skelunds-Suiten og en måned efter tog Klaus Thrane og alle de andre i Lars Lilholt Band til Dreamland Studiet i Nibe og gik i gang med Lars Lilholt Bands album nummer fire I en sommernat. Den 1. maj 1988 gik hans job som trommeslager i Lars Lilholt Band i Bourges Festivalen i Frankrig og efter turnéen sagde han ja til et job mere. I 1989 gik opløsningstruslerne dog i gang i Lars Lilholt Band og mellem årene 1989 og 1990 flyttede han til Århus og spillede en del sammen med På Slaget 12. I 1990 var Lars Lilholt Band genopstået pga. sangen Kald Det Kærlighed var begyndt at blive et radio-hit og på livepladen Kontakt.
I 1991 blev Rockmaskinen opløst pga. at Klaus Thrane spillede i Lars Lilholt Band. I 1992 giftede Klaus sig med Tine Lilholt. Efter Klaus havde turneret med Lilholt Band i 5 år begyndte Lilholt Band at tage et års pause. I løbet af året 1993 var Klaus Thrane trommeklovn i Cirkus Charlie og spillede med i teaterstykket Jesus Christ Superstar. I 2014 forlod Klaus Thrane Lars Lilholt Band. Han bor i Himmerland og er stadig gift med Tine Lilholt. Han har også været med i andre teaterstykker som Cats og Nick Cave Teaterkoncert sammen med Tom Bilde.